# Curití
Curití è un comune della Colombia facente parte del dipartimento di Santander.
L'abitato venne fondato da Jacinto de Vargas Campuzan nel 1670.